# Erythranthe naiandina
Erythranthe naiandina är en gyckelblomsväxtart som först beskrevs av J.M.Watson och C.Bohlen, och fick sitt nu gällande namn av Guy L. Nesom. Erythranthe naiandina ingår i släktet Erythranthe och familjen gyckelblomsväxter. Inga underarter finns listade i Catalogue of Life.